# Parafia Niepokalanego Poczęcia Najświętszej Maryi Panny w Naczy
Parafia Niepokalanego Poczęcia Najświętszej Maryi Panny w Naczy – parafia rzymskokatolicka w dekanacie raduńskim na Białorusi.

## Historia parafii i kościoła
Za datę powstania parafii uważa się rok 1529, kiedy to został ufundowany pierwotny kościół parafialny. Fundatorką była właścicielka wsi Maria Kościewiczowa, wdowa po Januszu Kościewiczu, wojewodzie podlaskim. Ona też doprowadziła do przeniesienia parafii z Dubicz.
Pierwotny kościół popadł z czasem w ruinę, toteż w 1756 miejscowy proboszcz ksiądz Józef Kuczewski wybudował na jego miejscu nowy kościół, również drewniany. Prace nad budową obecnej świątyni rozpoczęły się 15 sierpnia 1900 wraz z poświęceniem kamienia węgielnego przez wywodzącego się z parafii księdza Karola Lubiańca, profesora Seminarium Duchownego w Wilnie.
Budowa kościoła zakończyła się w 1910. Konsekrowany został 26 kwietnia 1927.

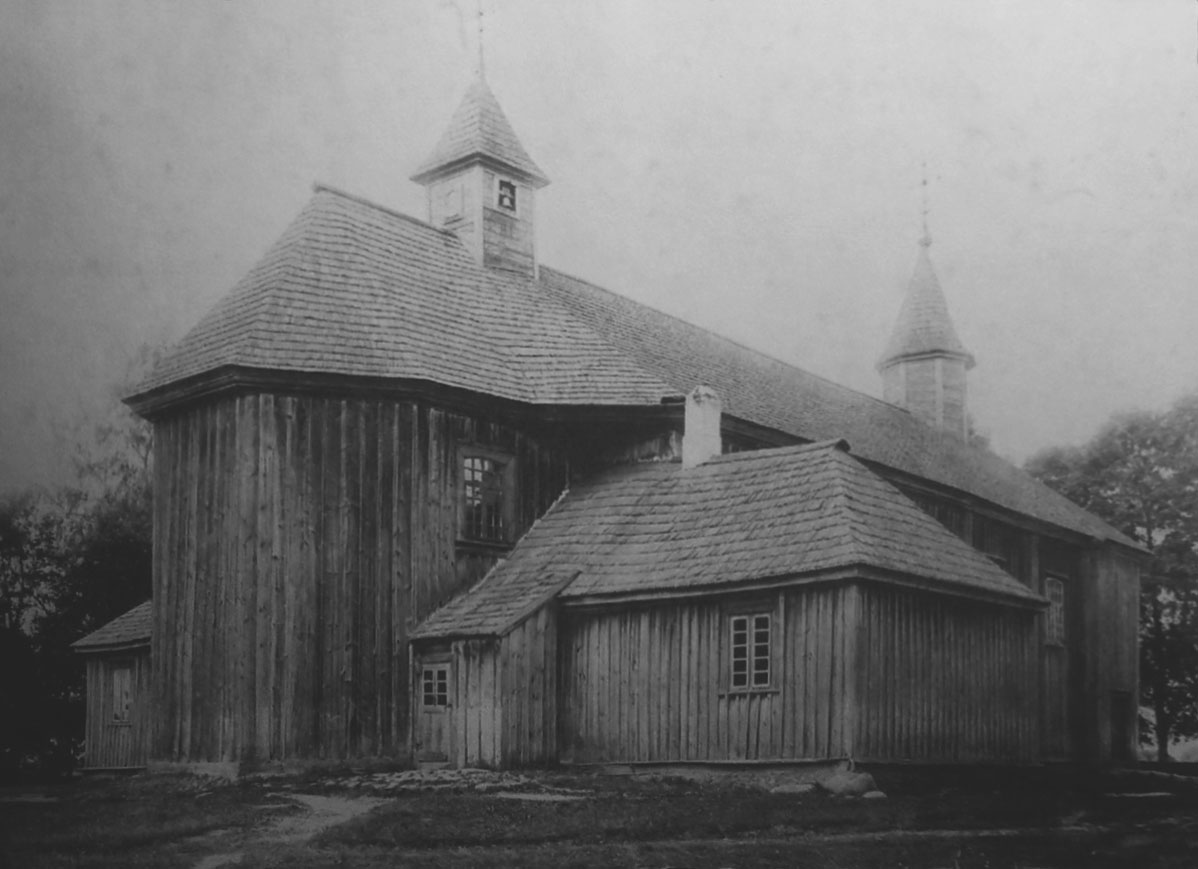
Kościół na pocz. XX w.

Obecny kościół zbudowany został w stylu neoromańskim, z dwiema wieżami. Mury kościoła wykonane są w całości z czerwonej cegły, zaś posadzka - z betonu.

## Zasięg i liczba wiernych

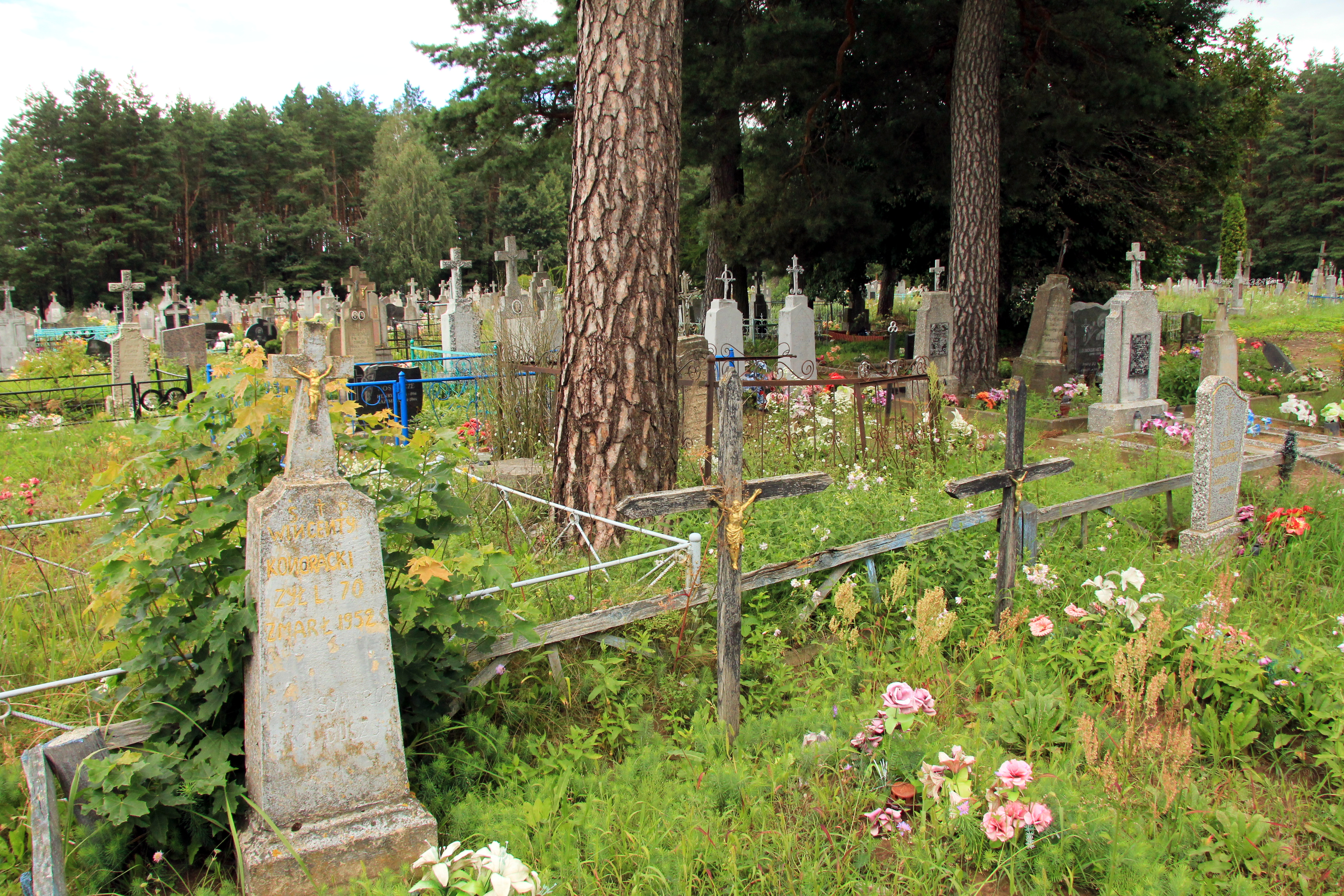
Cmentarz parafialny

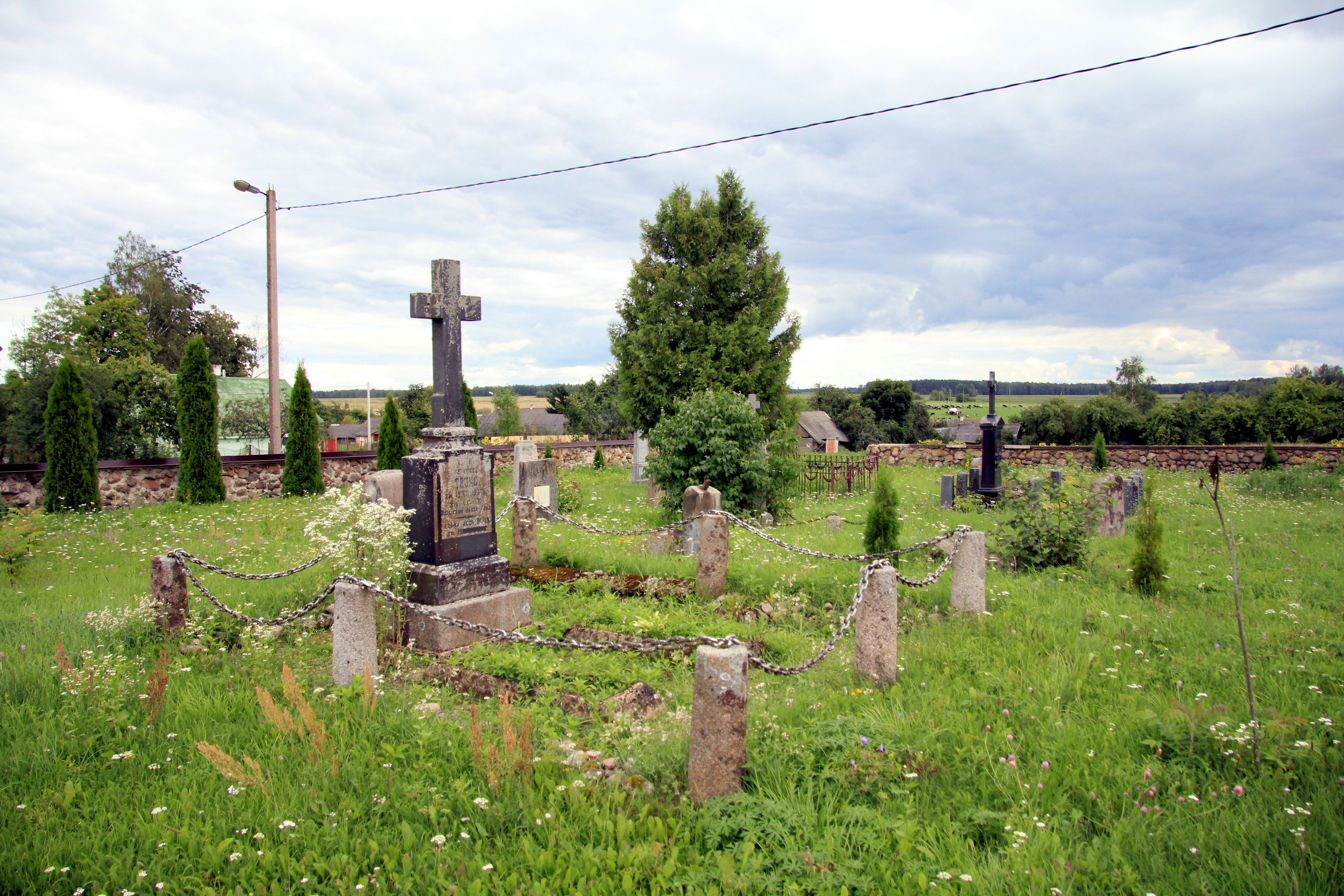
Cmentarz przykościelny

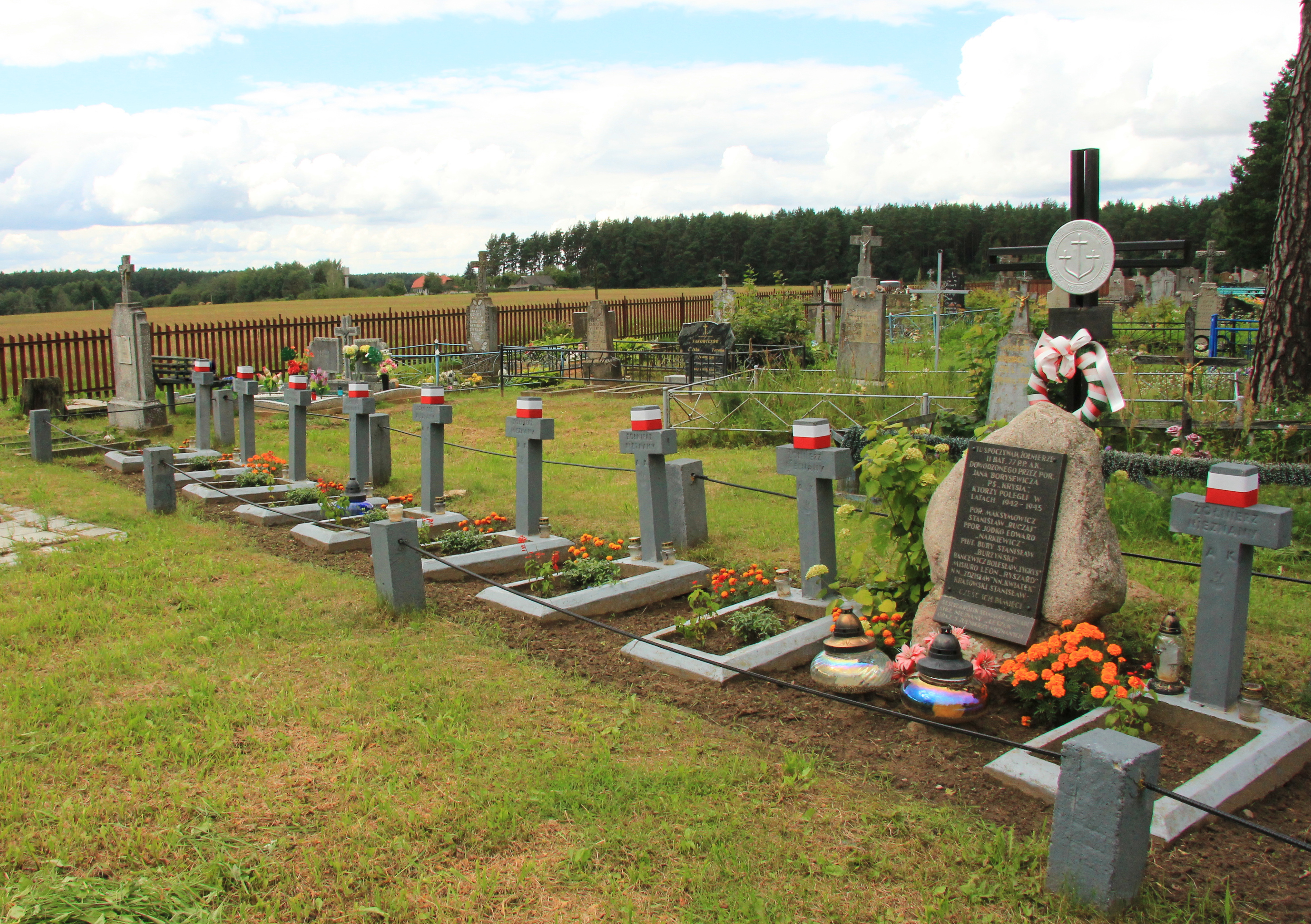
Groby żołnierzy AK

W 1885 parafia obejmowała 60 wsi chłopskich, 21 okolic drobnoszlacheckich oraz 26 folwarków.
Według sporządzonego w 1909 spisu spowiadających się, parafia liczyła łącznie 78 miejscowości w tym: 40 wsi chłopskich, 15 okolic szlacheckich, 4 zaścianki, 11 folwarków i 8 samodzielnych majątków.
W czasach ZSRR parafia obejmowała łącznie 45 wiosek - w tym 18 na terenie Litewskiej SRR. Po rozpadzie ZSRR oraz po utworzeniu parafii w Dociszkach, parafia w Naczy obejmuje obecnie 14 wsi: Nacza, Sołtaniszki, Alekszyszki, Mieżancy, Tołciszki, Wysokije, Mickancy, Bieluncy, Ginęli, Puzieli, Sołopiaciszki, Szawry, Maciuncy, Nowosady.
| Rok  | Liczba wiernych |
| ---- | --------------- |
| 1863 | 6474            |
| 1870 | 7090            |
| 1875 | 7372            |
| 1881 | 8007            |
| 1884 | 8232            |
| 1889 | 8764            |
| 1909 | 7811            |
| 1935 | 6605            |
| 2010 | 1180            |

## Cmentarze
Główny cmentarz parafialny znajduje się 850 metrów na północ od kościoła.
Kilkadziesiąt grobów znaczących mieszkańców parafii żyjących w II połowie XIX i na początku XX wieku znajduje się również na cmentarzu przykościelnym. Pochowany jest tam m.in. Teodor Ostyk-Narbutt.
Oprócz tego w parafii znajduje się szereg mniejszych cmentarzy (tzw. "mogiłki") - największy z nich znajduje się w pobliżu wsi Szawry - są na nim pochowani niektórzy przedstawiciele rodziny Ostyk-Narbuttów.

## Duszpasterze parafii
Niektórzy potwierdzeni źródłowo duszpasterze:
- ks. Józef Kurczewski 1756
- ks. Jan Oborowicz, pleban 1829-1839
- ks. Antoni Jasiński ex SchP, pleban 1840-1847 r.
- ks. Antoni Jasiński, pleban, zm. 22 sierpnia 1847 w Naczy[5]
- ks. Jerzy Gotowtt (ur. 1812 zm. 1878), proboszcz 1848-1878 (administrator 1848-1850[6])
- ks. Dominik Gotowtt, wikary 1858-1871, zm. 1871
- ks. Kalikst Stawicki (OP) - kościół filialny w Dubiczach, 1855 do 1869
- ks. Adam Sokołowski, proboszcz 1878-1909
- ks. Wiktor Masiulis, wikary 1889
- ks. Jan Kundziewicz, proboszcz 1909-1910
- ks. Jan Burba, proboszcz 1910-1912
- ks. Józef Bałczunas, proboszcz 1912-1914
- ks. Jan Kuźmiński, proboszcz 1914-1927
- ks. Kazimierz Szyłejko, proboszcz 1927-1934
- ks. Stefan Wierzbowski, proboszcz 1935-1939
- ks. Czesław Dabulewicz (ur. 1894 zm. 1950), proboszcz do 1941-1945, zm. 1950[7]
- ks. Władysław Dworzecki, proboszcz 1945-1956
- ks. Jan Winorzędis, proboszcz 1956-1967
- ks. Aleksander Adamowicz, obecnie[8]